# Коробейникова, Анастасия Семёновна
Анастасия Семёновна Коробейникова (1911 — 1950) — передовик советского сельского хозяйства, свинарка «Красный Октябрь» Вожгальского района Кировской области, Герой Социалистического Труда (1949).

## Биография
Родилась в 1911 году в селе Вожгалы Кировской области в крестьянской русской семье.  
Окончила обучение в 4-м классе сельской школы. После коллективизации, в 1930 году, вступила в местный колхоз "Красный Октябрь", работала на маточнике на свиноферме. Много интересовалась профессией, читала специальную литературу, применяла тезисы на практике в работе с маточным поголовьем. Заботливо ухаживала за животными. 
В 1948 году она добилась наивысших результатов. От 9 закреплённых за ней свиноматок она смогла получить по 26 поросят, вес которых при отъёме составил 15,8 килограммов.   
Указом Президиума Верховного Совета СССР от 1 июня 1949 года за получение высоких результатов в сельском хозяйстве и рекордные показатели в свиноводстве Анастасии Семёновне Коробейниковой было присвоено звание Героя Социалистического Труда с вручением ордена Ленина и медали «Серп и Молот».
Проживала в родном селе Вожгалы. Скоропостижно умерла в 1950 году. Похоронена на сельском кладбище. 

## Награды
За трудовые успехи была удостоена:
- золотая звезда «Серп и Молот» (01.06.1949)
- орден Ленина (01.06.1949)
- другие медали.